# Горский сельский округ (Озёрский район)
Горский сельский округ — упразднённая административно-территориальная единица, существовавшая на территории Озёрского района Московской области в 1994—2006 годах.
Горский сельсовет был образован в первые годы советской власти. По данным 1922 года он входил в состав Горской волости Коломенского уезда Московской губернии.
В 1926 году Горский с/с включал 1 населённый пункт — село Горы.
В 1929 году Горский сельсовет вошёл в состав Озёрского района Коломенского округа Московской области.
17 июля 1939 года к Горскому с/с было присоединено селение Каменка упразднённого Каменского-1 с/с, а также селения Бабурино, Варищи, Марково и Паткино упразднённого Марковского с/с.
В начале 1950-х годов из Белоколодезного с/с в Горский было передано селение Стребково.
3 июня 1959 года Озёрский район был упразднён и Горский с/с был передан в Коломенский район.
20 августа 1960 года из упразднённого Боково-Акуловского с/с в Бояркинский были переданы селения Доношово, Рудаково и Якшино.
28 ноября 1960 года из Горского с/с в Бояркинский был передан жилой посёлок в/ч № 3121.
1 февраля 1963 года Коломенский район был упразднён и Горский с/с вошёл в Коломенский сельский район. 11 января 1965 года Горский с/с был возвращён в восстановленный Коломенский район.
13 мая 1969 года Горский с/с был передан в восстановленный Озёрский район. При этом к нему были присоединены селения Белые Колодези, Жиливо и посёлок усадьбы совхоза «Горский» упразднённого Белоколодезного с/с. Одновременно из Горского с/с в Мощаницкий была передана центральная усадьба совхоза «Озёры».
3 февраля 1994 года Горский с/с был преобразован в Горский сельский округ.
В ходе муниципальной реформы 2004—2005 годов Горский сельский округ прекратил своё существование как муниципальная единица. При этом деревня Бабурино была передана в городское поселение Озёры, а остальные населённые пункты — в сельское поселение Бояркинское.
29 ноября 2006 года Горский сельский округ исключён из учётных данных административно-территориальных и территориальных единиц Московской области.